# Brigitte Labs-Ehlert
Brigitte Labs-Ehlert (* 1951 in Stadthagen) ist eine deutsche Germanistin, Autorin,  Buchhändlerin und Intendantin. Bekannt wurde sie als Künstlerische Leiterin des Literatur- und Musikfestivals Wege durch das Land in Ostwestfalen-Lippe.

## Leben
Brigitte Labs-Ehlert wuchs in Worpswede bei Bremen auf. Sie war als Germanistin in Frankfurt am Main tätig und zog 1990 mit ihrem Mann nach Detmold. Dort regte sie noch im gleichen Jahr die Gründung des Vereins Literaturbüro Ostwestfalen-Lippe in Detmold an, dessen Geschäftsführerin sie bis 2016 war. Der Verein wird von der Stadt Detmold, dem Kreis Lippe und dem Landesverband Lippe getragen. Er fördert die Literatur und das literarische Leben im Regierungsbezirk Detmold.
Im Jahr 2000 fand auf Initiative von Brigitte Labs-Ehlert das erste Literatur- und Musikfestival Wege durch das Land statt. Die Idee ist, namhafte Schauspieler, Musiker, Dichter und Schriftsteller an ungewöhnlichen Orten in Ostwestfalen-Lippe auftreten zu lassen, zum Beispiel in Schlössern (Schloss Wendlinghausen, Schloss Rheder), Gutshöfen (Gut Böckel, Gut Holzhausen) oder Industriebauten. Brigitte Labs-Ehlert wurde Intendantin des Festivals, das seit 2000 jährlich im Sommerhalbjahr stattfindet. Zu den Gästen des Festivals gehörten Inger Christensen, Klaus Maria Brandauer, Bruno Ganz, Günter Grass, Hannelore Hoger und Angela Winkler.
Anfang 2016 wurden Vergabefehler in der Auftragsvergabe der Festivals aufgedeckt, die dazu führten, dass das Land Nordrhein-Westfalen Fördermittel zurückforderte. Im Zuge der Ermittlungen trat Brigitte Labs-Ehlert von ihren Ämtern zurück. Das Ermittlungsverfahren wurde wegen fehlendem hinreichenden Tatverdacht aber 2017 eingestellt.
2019 war Labs-Ehlert Jurymitglied für den Deutschen Preis für Natural Writing, den der Verlag Matthes & Seitz Berlin gemeinsam mit dem Bundesamt für Naturschutz ausschreibt.

## Veröffentlichungen (Auswahl)
- Versalschreibung in althochdeutschen Sprachdenkmälern. Ein Beitrag über die Anfänge der Großschreibung im Deutschen unter Berücksichtigung der Schriftgeschichte. Kümmerle, Göppingen 1993 (= Göppinger Arbeiten zur Germanistik. Band 553), ISBN 978-3-87452-794-1.
- Angela Winkler – ich nehme Wort für Wort in die Hand [ein Gespräch zwischen Angela Winkler und Brigitte Labs-Ehlert]. Literaturbüro Ostwestfalen-Lippe, Detmold 2007, ISBN 978-3-9807248-9-0.

Als Herausgeberin:
- mit Eckhard Britsch: Orte hinterlassen Spuren: literarische Portraits aus Ostwestfalen. Westfalen-Verlag, Bielefeld 1994, ISBN 978-3-88918-080-3.
- Aber die Sprache. Gedichte aus dreizehn Jahrhunderten. Literaturbüro Ostwestfalen-Lippe, Detmold 2011, ISBN 978-3-9812431-3-0.